# Жабино (Липецкая область)
Жабино — село Чаплыгинского района Липецкой области, административный центр Жабинского сельсовета.

## География
Село расположено на берегу реки Ягодная Ряса в 6 км на северо-запад от райцентра города Чаплыгин.

## История
В XIX — начале XX века деревня входила в состав Крючковской волости Раненбургского уезда Рязанской губернии. В 1906 году в деревне было 131 дворов.
С 1928 года село являлось центром Жабинского сельсовета Раненбургского района Козловского округа Центрально-Чернозёмной области, с 1948 года — в составе Чаплыгинского района, с 1954 года — в составе Липецкой области.

## Население
| 1859 | 1897  | 1906  | 1920  | 1932  | 1997 | 2010 |
| ---- | ----- | ----- | ----- | ----- | ---- | ---- |
| 565  | ↗1082 | ↗1122 | ↗1379 | ↗1633 | ↘161 | ↘102 |